# ナポリ・アンジュー朝
ナポリ・アンジュー朝は、フランス・カペー家の支家であるアンジュー＝シチリア家による13世紀から15世紀にかけてのナポリ王国の支配を指す。この家系からはハンガリー・アンジュー朝も出ている。王朝の名称は、始祖シャルル・ダンジューがアンジュー伯の称号を有していたのに由来する。

## 歴史

### シャルル・ダンジューの野望と崩壊

#### アンジュー＝シチリア家によるシチリア支配の始まり
シチリア及びイタリア南部は、1194年にオートヴィル家の男子が絶えると、神聖ローマ皇帝ハインリヒ6世の支配下に入り、以後ホーエンシュタウフェン家が統治していた。特にハインリヒ6世の息子であるフリードリヒ2世の治世下では繁栄を極めた。フリードリヒ2世はたびたびローマ教皇と対立し、それは息子達の代になっても続いた。
そこでローマ教皇は自己の政策に合う者をシチリア国王にしようと画策し、フランス国王ルイ9世の弟であるシャルル・ダンジューがその地位に封じられた。野心家のシャルルはこれを承諾し、1266年にフリードリヒ2世の庶子であるシチリア王マンフレーディをベネヴェントの戦いで敗死させてカルロ1世として即位する。これがアンジュー朝の始まりである。そして1268年、マンフレーディの甥で神聖ローマ皇帝コンラート4世の息子であるコッラディーノをタリアコッツォの戦いで捕らえ処刑することにより、ホーエンシュタウフェン家を完全に滅亡させた。
シャルルはナポリに宮廷を置き、フランス人を官僚に登用して支配体制を固めた。シャルルの野望は地中海に一大帝国を築くことであった。そのために、アカイア公国やパレオロゴス家に追われたラテン皇帝家と縁組を行うことでその継承権を、更にはエルサレム王国の王位も手に入れた。シャルルは野望実現への第一歩として東ローマ帝国への遠征準備を着々と進めていた。

#### シチリアの喪失
シャルルの野望に対して東ローマ皇帝ミカエル8世パレオロゴスは、アラゴン王ペドロ3世と組むことで対抗した。ペドロ3世はマンフレーディの娘コスタンツァと結婚してシチリア王位に野心を持っていたからである。ミカエル8世はシチリア人にも工作活動を行った。シチリア人にとってシャルルの野望はフランス人による収奪以外の何物でもなかったからである。
その不満が一気に現れたのが、1282年に起きた「シチリアの晩祷」である。この暴動の結果、4000人にも及ぶフランス人が殺害され、アンジュー家の勢力は一掃されて、ペドロ3世がシチリア王に迎えられた。ナポリに押し込められる形となったシャルルは、甥（ルイ9世の子）のフランス王フィリップ3世も抱き込んでシチリア奪還を目指したが（シチリア晩祷戦争）、国力を消耗させるだけに終わり、1285年に失意のうちに死去した。結局、ナポリはアンジュー家に、シチリアはアラゴン家の勢力圏になったのである。

### カルロ2世の婚姻政策
1285年にシャルルの息子であるカルロ2世が新たに国王に即位する。通常、カルロ2世の即位をもってナポリ王国の始まりとされる。カルロ2世は父王とは異なり過大な冒険を行うことなく、婚姻関係をもって勢力拡大を進めた。自身はハンガリー王イシュトヴァーン5世の娘マーリアと結婚し、マーリアの弟ラースロー4世がカルロ2世の妹イザベッラと結婚していたが、マーリアとの間に生まれた子たちのうち長男カルロ・マルテッロは神聖ローマ皇帝ルドルフ1世の娘クレメンツィアと結婚させ、長女マルゲリータをフランス王フィリップ3世の息子ヴァロワ伯シャルルと結婚させている。また、次女ビアンカをアラゴン王ハイメ2世（ペドロ3世の子、一時シチリア王を兼ねた）と、三女エレオノーラをシチリア王フェデリーコ2世（ハイメ2世の弟、兄から王位を継いだ）と、三男ロベルトをフェデリーコ2世の妹ビオランテとそれぞれ結婚させて、和平を図っている。
婚姻政策の成果は現れた。カルロ・マルテッロの息子カルロ・ロベルト（カーロイ・ローベルト）は1308年にハンガリー王位に就き、マルゲリータとヴァロワ伯の息子フィリップ6世は1336年にフランス王位に就いてヴァロワ朝を創始したからである。アンジュー家の勢力は拡大したが、皮肉にもこの婚姻政策が後の王位継承を巡る火種となるのである。

### ナポリ王位継承を巡る争い
カルロ2世は1309年に死去するが、長男カルロ・マルテッロは既に死去していたので、三男ロベルトが王位を継いだ。ロベルトはイタリアにおいて神聖ローマ皇帝ハインリヒ7世と対立する教皇派の指導者であり、政治的影響力を持った人物であった。しかし、1343年にロベルトが死ぬと、王位を巡って一族間で抗争が勃発する。

#### アンジュー＝ハンガリー家の介入
1343年にロベルトの孫娘ジョヴァンナ1世が王位に就いた。ジョヴァンナ1世はカーロイ・ローベルトの息子でハンガリー王ラヨシュ1世の弟であるエンドレ（アンドラーシュ、アンドレア）と結婚して共同統治を行うが、エンドレは1345年に暗殺された（ジョヴァンナの関与が疑われている）。折からナポリ王位に野心を抱いていたラヨシュ1世は、1347年にナポリへ軍を進めて支配下に置き、ジョヴァンナはフランスに亡命を余儀なくされた。しかし、ハンガリー・ナポリ間の「大アンジュー帝国」樹立を恐れたローマ教皇の介入の結果、1352年にラヨシュ1世はナポリ王位請求権の放棄を余儀なくされ、ジョヴァンナ1世はナポリに帰ることが出来た。
それでもラヨシュ1世の野望は消えず、その息がかかったドゥラッツォ公カルロ（カルロ2世の末子ドゥラッツォ公ジョヴァンニの孫）によってジョヴァンナ1世は1381年に廃位され、翌年に殺された。カルロはカルロ3世として王位に就き、さらにはラヨシュ1世死後のハンガリーでの王位を巡る争いにも介入し、国王カーロイ2世として即位するが、1386年に殺害される。

#### アンジュー＝ドゥラッツォ家とヴァロワ＝アンジュー家の争い
ジョヴァンナ1世はフランス亡命中に、フランス王フィリップ6世の孫でシャルル5世の弟である、ヴァロワ＝アンジュー家の祖アンジュー公ルイ1世を養子とした。ルイはルイージ1世と称し、カルロ3世の対立王となった。ここにアンジュー＝ドゥラッツォ家とヴァロワ＝アンジュー家の抗争が始まった。同時期に起こった教会大分裂でアンジュー＝ドゥラッツォ家はローマ教皇ウルバヌス6世を支持したが、ヴァロワ＝アンジュー家はアヴィニョン教皇庁に与してクレメンス7世からナポリ王位の承認をもらい、混乱に拍車をかけた。
ルイージ1世はナポリに軍を進めたが成功せず、1384年に死去した。息子のルイ2世が政策を継承し、ナポリに軍を進めたが、フランスの国庫は大いに半減することになった。一方、カルロ3世の死後に後を継いだ息子ラディズラーオ1世はハンガリー王位に野心を示したが成功せず、その後は教皇領に軍を進めるなど頻繁に外征を行い、国力を疲弊させた。

#### ジョヴァンナ2世の後継者問題
1414年にラディズラーオ1世が死去し、姉ジョヴァンナ2世が即位する。ジョヴァンナ2世には子供がいなかったので3人の養子を迎えた。ルイージ2世の息子カラブリア公ルイージ及びその弟アンジュー公ルネ、アラゴン王アルフォンソ5世である。1435年にジョヴァンナ2世が死ぬと、アンジュー公ルネがレナート1世として即位するが、1442年にアルフォンソ5世に駆逐され、フランス系王朝によるナポリ支配は終焉を迎えた。

### その後
「シチリアの晩祷」以来分裂したシチリアとナポリは、アラゴン王家（トラスタマラ家）の下で一つになった（最終的に一人の王の支配下に入るのは1504年、フェルナンド2世の時代である）。一方、ヴァロワ＝アンジュー家はその後もナポリ王位を要求したが、シャルル5世・ダンジューの死により断絶する。フランス王シャルル8世はヴァロワ＝アンジュー家の権利の継承を主張して1498年にナポリへ軍を進め、イタリア戦争が勃発する。トラスタマラ家も同時期に事実上断絶し、ハプスブルク家の神聖ローマ皇帝兼スペイン王カール5世（カルロス1世）が継承する。その結果、アンジュー家とアラゴン王家の抗争は新たにヴァロワ家とハプスブルク家との抗争という形で引き継がれていく。そしてブルゴーニュ公国の遺領を巡って争っていた両家は抗争をますます深めていくことになる。

## 歴代君主
アンジュー＝シチリア家
- カルロ1世（Carlo I, 1266年 - 1285年）　1282年にシチリアを失った。
- カルロ2世（Carlo II, 1285年 - 1309年）
- ロベルト（Roberto, 1309年 - 1343年）
- ジョヴァンナ1世（Giovanna I, 1343年 - 1382年）

アンジュー＝ドゥラッツォ家
- カルロ3世（Carlo III, 1382年 - 1386年）
- ラディズラーオ1世（Ladislao I, 1386年 - 1414年）
- ジョヴァンナ2世（Giovanna II, 1414年 - 1435年）

## ヴァロワ＝アンジュー家の君主
ヴァロワ＝アンジュー家の当主はジョヴァンナ1世の死後、ナポリ王を称してアンジュー＝ドゥラッツォ家の王と対立を続けたが、ジョヴァンナ2世が養子としたルネ・ダンジューが、アンジュー＝ドゥラッツォ家の断絶後に不安定ながら短い期間ナポリ王位を得た。この期間を含めてアンジュー朝とすることが多い。
- ルイージ1世（Luigi I, 1383年 - 1384年） 対立王
- ルイージ2世（Luigi II, 1390年 - 1399年） 対立王
- ルイージ3世（Luigi III, 1417年 - 1426年）　対立王
- レナート1世（Renato I, 1435年 - 1442年）